# 내셔널 사커 스타디움 (사모아)
내셔널 사커 스타디움은 사모아의 아피아에 위치하고 있는 축구 전용 경기장이다. 이 경기장은 사모아의 국립경기장이며, 사모아 내셔널 리그가 열리는 유일한 경기장이다. 2012년 OFC 네이션스컵과 2014년 FIFA 월드컵 오세아니아 지역 예선 등이 이 곳에서 개최되었다.

## 개최된 대회
- 2007년 퍼시픽 게임
- 2012년 OFC 네이션스컵
- 2014년 FIFA 월드컵 오세아니아 지역 1차 예선
- 2015년 OFC U-17 챔피언십

## 소유 팀
- 사모아 럭비 국가대표팀
- 사모아 여자 축구 국가대표팀
- 사모아 축구 국가대표팀

## 같이 보기
- 투아나이마토